# National Museum of Natural History (Neu-Delhi)

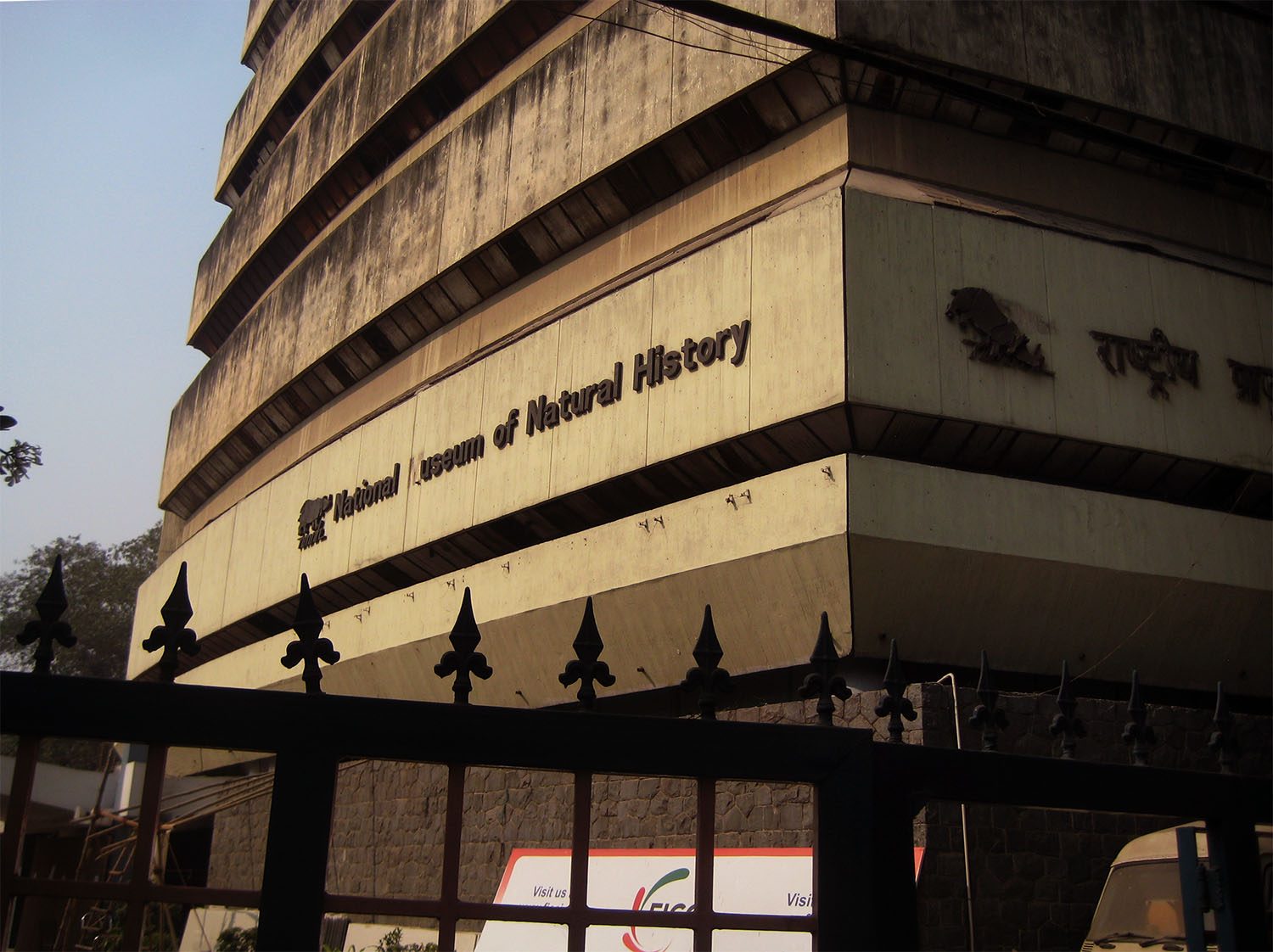
Außenansicht des National Museum of Natural History, 2011

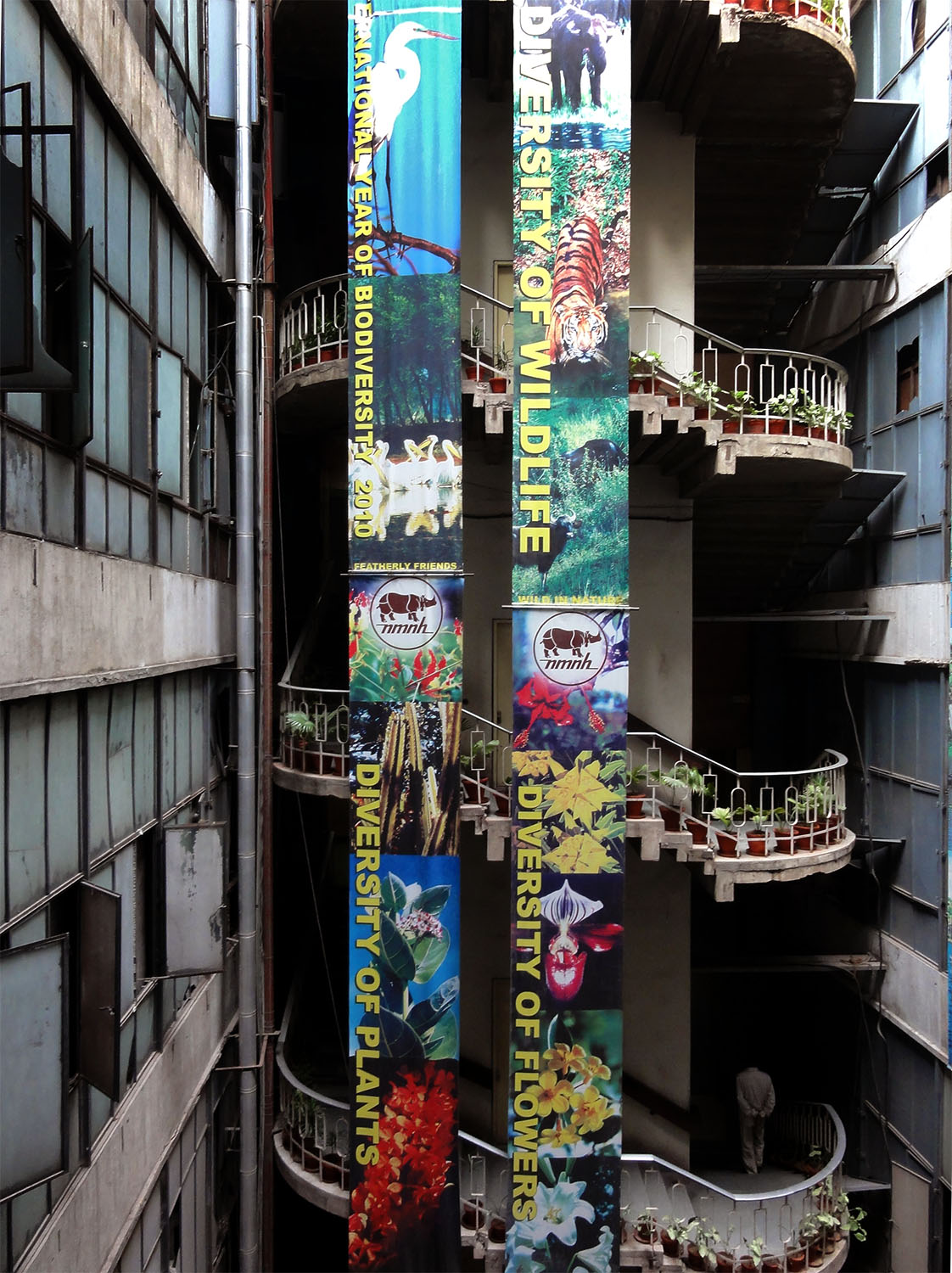
Atrium des National Museum of Natural History, 2011

The National Museum of Natural History (NMNH) war das Nationale Naturkundemuseum in Delhi, Indien. Es wurde 1972 gegründet und 1978 eröffnet. Am 26. April 2016 zerstörte ein Brand das Museum und dessen gesamte Sammlung.

## Lage und Geschäftsführung
Das Museum lag an der Barakhamba Road bei Tansen Marg in Neu-Delhi, gegenüber der nepalesischen Botschaft in der Nähe des Connaught Place. Es wurde vom indischen Ministerium für Umwelt und Wälder geführt.

## Geschichte
Das Museum wurde 1972 im Rahmen der Feiern zur 25-jährigen Unabhängigkeit Indiens gegründet.
Der damalige Premierminister Indira Gandhi sagte, dass Indien ein solches Museum benötige, um die Umwelt-Wahrnehmung zu fördern („to promote environmental awareness“). Nach mehreren Jahren des Aufbaus des Gebäudes und seiner Sammlung wurde es am Weltumwelttag, dem 5. Juni, 1978 eröffnet.
Nach einem staatlichen Bericht von 2012 über den schlechten Erhaltungszustand des Gebäudes war geplant, das Museum in einen als umweltfreundlich zertifizierten Neubau in der Nähe des Zoos, des National Crafts Museum, der Festung Purana Qila und des National Science Centre bei Bhairon Marg umzuziehen. Regionale Naturkundemuseen gibt es in Bhopal, Bhubaneswar, Gangtok, Mysuru und Sawai Madhopur.

## Ausstellungsstücke

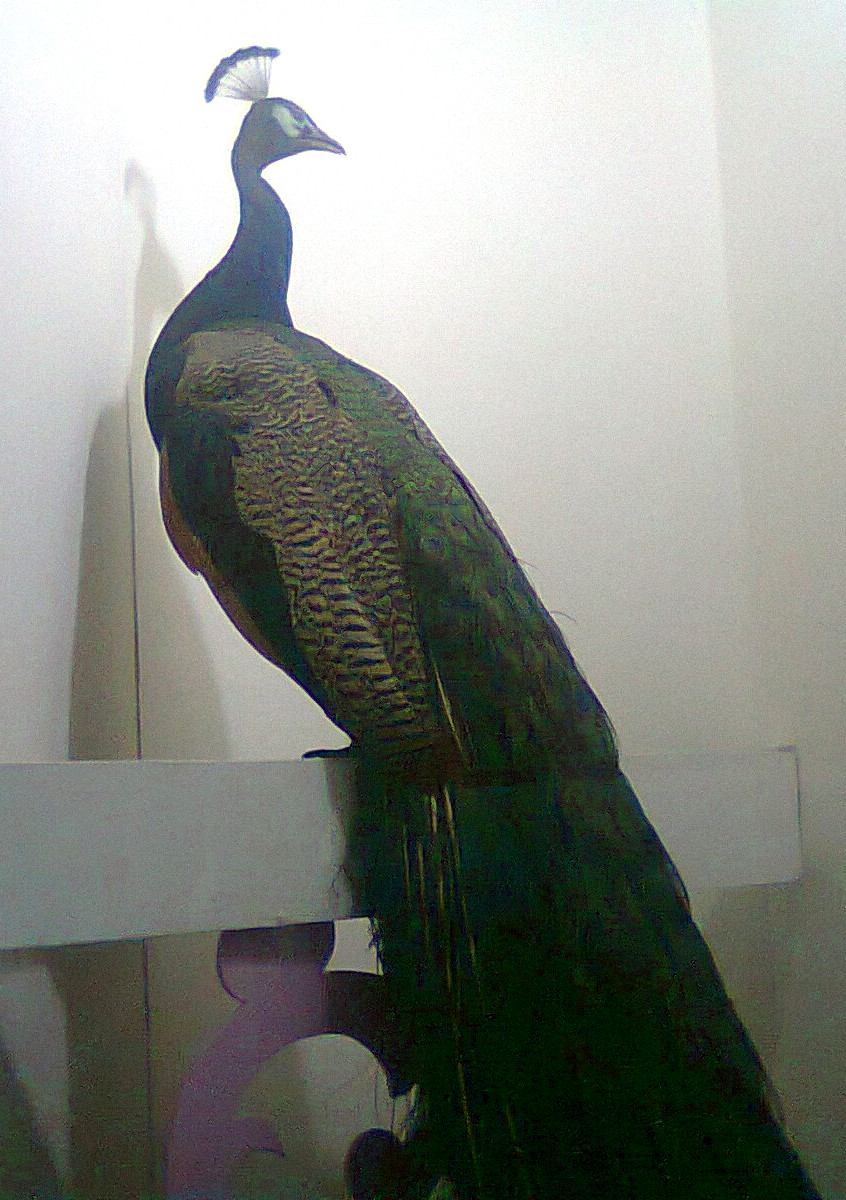
Ein ausgestopfter Pfau aus Indien

Die Ausstellungsstücke zu Indiens Pflanzen, Tieren und Mineralien waren auf vier Galerien verteilt:
- Zelle, die Basiseinheit des Lebens
- Naturschutz
- Einführung in die Naturkunde
- Netzwerk der Natur: Ökologie

Da Museum hatte eine große Sammlung von Filmen und seltene biologische Objekte, wie Amphibien (Lurche) und Reptilien (Kriechtiere), Dinosaurier-Fossilien sowie ausgestopfte und eingerahmte Tiere.
In einem Erkundungs- und Aktivitätsraum für Kinder konnten die Besucher dafür bereitgestellte Ausstellungsstücke in die Hand nehmen. Führungen und besondere Einrichtungen für behinderte Besucher standen zur Verfügung. Bemerkenswert waren neben dem Sauropoden eine Sammlung von Vogeleiern wie denen von Straußen und Indiengeiern sowie ausgestopfte Großkatzen. Das Museum wollte darüber hinaus fossile Dinosaurier-Eier aus dem Narmada Valley in Gujarat beschaffen.

## Brand
In den frühen Morgenstunden des 26. April 2016 brach im Museumsgebäude ein Feuer aus und zerstörte die gesamte Sammlung, einschließlich eines 160 Mio. Jahre alten fossilen Sauropoden und ausgestopften Tieren der bekannten Taxidermisten Van Ingen & Van Ingen aus Mysuru. Das Feuer brach gegen 1:30 Uhr im sechsten Stock des Gebäudes der Federation of Indian Chambers of Commerce & Industry (FICCI) aus, in dessen zweitem Stock sich das Museum befand. Es griff auf die anderen Stockwerke über, bevor 200 Feuerwehrleute mit 35 Löschfahrzeugen den Brand innerhalb von 3½ Stunden unter Kontrolle bringen konnten. Sechs Feuerwehrleute wurden mit Rauchvergiftungen in ein Krankenhaus gebracht.
Die Ursache des Feuers ist unbekannt, aber seine Ausbreitung wurde durch die ausgestopften Tiere und deren hölzernen Träger stark beschleunigt. Erste Berichte zeigen auf, dass die Sprinkleranlage nicht funktionierte.